# Гвидо да Монтефельтро
Гвидо да Монтефельтро (итал. Guido da Montefeltro; 1223, Сан-Лео — 29 сентября 1298, Анкона) — синьор Монтефельтро из рода Монтефельтро, кондотьер и политик.

## Биография
Гвидо да Монтефельтро — внук Буонконте ди Мотефельтрано, сын Монтефельтрано (умер в 1253 году). Был женат на Манентессе — дочери Гвидо, графа Джаджоло. У супругов было по меньшей мере четверо детей: Буонконте (умер в 1289 году), Федерико (умер в 1322, наследовал имения Монтефельтро и Урбино), Уголино (умер в 1321) и Коррадо (умер в 1318, епископ Урбино).
Наместник римского сенатора, сторонник швабского герцога Конрадина, которого оставил после поражения герцога в битве при Тальякоццо (1268). Гвидо да Монтефельтро воевал на стороне гибеллинов против Сьены в 1271 году, победил болонское войско гвельфов в 1275 году, активно участвовал в боевых действиях в Романье. В 1283 году примирился с церковью, был сослан в Асти, в 1289 году стал капитаном народа и подеста в Пизе, которую успешно защищал от Флоренции. Затем вернулся в Романью, в 1292 году подчинил себе Урбино, в 1295 году признал власть Папы Римского Бонифация VIII и впоследствии принял монашеский постриг, вступив в Францисканский орден. Современники высоко ценили Гвидо да Монтефельтро как полководца, но в то же время он обрёл дурную славу хитрого и коварного политика. Однако некоторые исследователи (например, Этторе Бонора) считали недостоверным факт дачи им совета Бонифацию VIII обманом захватить крепость Палестрина, где укрывались два мятежных кардинала, из-за которого «Данте поместил Гвидо да Монтефельтро в восьмой ров восьмого круга ада вместе с лукавыми советчиками (Божественная комедия», Ад, песнь 27). В 1282 году Гвидо да Монтефельтро разгромил нанятые папой римским Мартином IV французские войска, которые вместе с гвельфами осаждали под командованием Джованни д’Аппиа оплот гибеллинов — Форли. Этому эпизоду посвящены стихи 43 и 44 той же 27-й песни «Ада»: «Оплот, который долго защищался, и где французов алый холм полёг…».

## Галерея

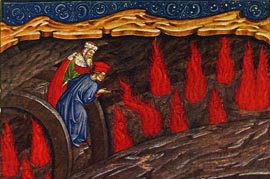
Данте и Вергилий на мосту с Гвидо да Монтефельтро, среди лукавых советчиков (неизвестный ломбардский автор)
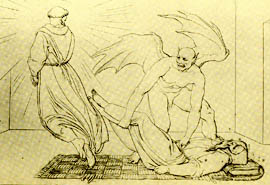
Гвидо да Монтефельтро (гравюра Дженелли)
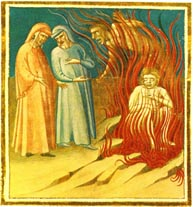
Данте и Вергилий с Гвидо да Монтефельтро, среди лукавых советчиков (Бартоломео ди Фруозино)